# Polo Petroquímico de Itaguaí
A criação do Polo Petroquímico de Itaguaí foi uma proposta, do então governador do estado do Rio de Janeiro, Moreira Franco para ajudar na recuperação econômica do estado. Previa-se o projeto com um potencial para gerar 30 mil empregos. 
Em 1986, um decreto do então presidente Sarney estabeleceu Itaguaí como sede do projeto. A pedra fundamental da obra chegou a ser lançada, com licença do Ibama e todos os estudos de impacto necessários a uma obra desse porte. Uma área de 10 milhões de metros quadrados foi desapropriada e uma estatal criada para este fim: a PetroRio, que existe até hoje.
Desse projeto surgiu a criação da Companhia do Polo Petroquímico do Rio de Janeiro. Apesar de tudo o Polo Petroquímico de Itaguaí não foi efetivado.